# 皮勒港
皮勒港（法語：Port-de-Piles，法語發音：[pɔʁ də pil]）是法国新阿基坦大区维埃纳省的一个市镇，位于该省北部，和安德尔-卢瓦尔省接壤，属于沙泰勒罗区。

## 地理
皮勒港（47°0'10"N, 0°36'0"E）面积5.32 平方千米，位于法国新阿基坦大区维埃纳省。维埃纳河和克勒兹河在境内西北侧交汇。
与皮勒港接壤的市镇（或旧市镇、城区）包括：拉塞勒圣阿旺、笛卡尔、努阿特尔、维埃纳河畔波尔、皮西尼、莱索尔姆。
皮勒港的时区为UTC+01:00、UTC+02:00（夏令时）。

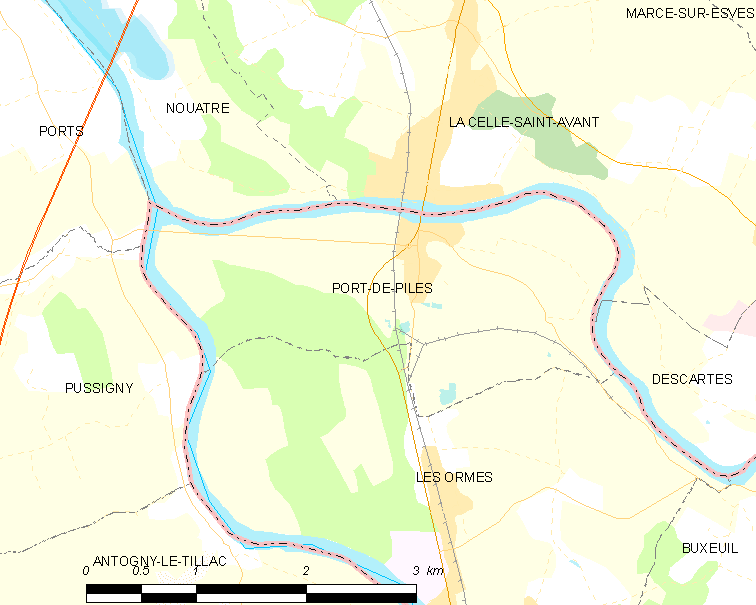
皮勒港的OSM定位图

## 行政
皮勒港的邮政编码为86220，INSEE市镇编码为86195。

## 政治
皮勒港所属的省级选区为沙泰勒罗第二县。

## 交通
皮勒港站位于克勒兹河北岸的拉塞勒圣阿旺境内，该站开行直达图尔和普瓦捷的TER列车。

## 人口

1962-2008年间皮勒港人口变化图示

皮勒港于2022年1月1日时的人口数量为548人。